# TY Волка
TY Волка (лат. TY Lupi) — одиночная переменная звезда в созвездии Волка на расстоянии (вычисленном из значения параллакса) приблизительно 13280 световых лет (около 4072 парсеков) от Солнца. Видимая звёздная величина звезды — от менее +16,5m до +12,6m.

## Характеристики
TY Волка — красная пульсирующая переменная звезда, мирида (M) спектрального класса M. Эффективная температура — около 3316 K.